# Cupa României 1968-1969
La Cupa României 1968-1969 è stata la 31ª edizione della coppa nazionale disputata tra il 4 marzo e il 22 giugno 1969 e conclusa con la vittoria della Steaua Bucarest, al suo nono titolo.

## Sedicesimi di finale
Gli incontri si sono disputati il 4 e il 5 marzo 1969.
| Squadra 1              | Risultato | Squadra 2             |
| ---------------------- | --------- | --------------------- |
| Oțelul Galați          | 0 - 1     | Progresul București   |
| Minerul Anina          | 3 - 1     | Politehnica Iași      |
| Minerul Baia-Mare      | 1 - 2 dts | Universitatea Cluj    |
| Steagul Roșu Brașov    | 2 - 1 dts | Petrolul Ploiești     |
| Metalul București      | 2 - 1     | Dinamo Bacău          |
| Arieșul Câmpia-Turzii  | 2 - 4     | Steaua Bucarest       |
| Politehnica Galați     | 2 - 1     | Vagonul Arad          |
| Dunărea Giurgiu        | 2 - 2     | Rapid București       |
| Metalul Hunedoara      | 1 - 2     | Crișul Oradea         |
| Soda Ocna-Mureș        | 0 - 2     | UTA Arad              |
| Ceahlăul Piatra-Neamț  | 0 - 4     | Dinamo Bucarest       |
| CSM Reșița             | 0 - 2     | FC Argeș Pitești      |
| Chimia Râmnicu-Vâlcea  | 1 - 3     | Farul Constanța       |
| Muncitorul Schela-Mare | 0 - 1     | Jiul Petroșani        |
| Chimia Suceava         | 4 - 3 dts | Universitatea Craiova |
| Chimica Târnăveni      | 2 - 3 dts | ASA Târgu-Mureș       |

## Ottavi di finale
Gli incontri si sono disputati il 12 marzo 1969.
| Squadra 1           | Risultato | Squadra 2           |
| ------------------- | --------- | ------------------- |
| UTA Arad            | 5 - 1 dts | Metalul București   |
| ASA Târgu-Mureș     | 0 - 0     | Chimia Suceava      |
| Farul Constanța     | 3 - 1     | Crișul Oradea       |
| Steaua Bucarest     | 2 - 1     | Minerul Anina       |
| Progresul București | 1 - 0     | Politehnica Galați  |
| Rapid București     | 2 - 0     | Jiul Petroșani      |
| Universitatea Cluj  | 3 - 0     | Steagul Roșu Brașov |
| Dinamo Bucarest     | 1 - 0     | FC Argeș Pitești    |

## Quarti di finale
Gli incontri si sono disputati il 21 maggio 1969.
| Squadra 1       | Risultato | Squadra 2           |
| --------------- | --------- | ------------------- |
| Dinamo Bucarest | 3 - 0     | UTA Arad            |
| Farul Constanța | 3 - 0     | Progresul București |
| Steaua Bucarest | 3 - 1 dts | Rapid București     |
| Chimia Suceava  | 2 - 1     | Universitatea Cluj  |

## Semifinali
Gli incontri di andata si sono disputati il 28 maggio mentre quelli di ritorno il 4 giugno 1969.
| Squadra 1       | Totale | Squadra 2       | Andata | Ritorno |
| --------------- | ------ | --------------- | ------ | ------- |
| Dinamo Bucarest | 8 - 2  | Chimia Suceava  | 5 - 1  | 3 - 1   |
| Farul Constanța | 5 - 7  | Steaua Bucarest | 3 - 2  | 2 - 5   |

## Finale
La finale venne disputata il 22 giugno 1969 a Bucarest.
| Arbitro: | Aurel Bentu (Bucarest) |

|                       |           |                       |
| Florea Voinea 43’ 75’ | Marcatori | 50’ Florea Dumitrache |